# Lê Long Thâu
Lê Long Thâu (chữ Hán: 黎龍鍮, ? - 1000) là một hoàng tử của nhà Tiền Lê trong lịch sử Việt Nam.

## Tiểu sử
Lê Long Thâu là con trai cả của vua Lê Đại Hành, được phong làm Thái tử. Ông sinh tại kinh đô Hoa Lư, Ninh Bình, Việt Nam. Năm 989, hoàng tử Lê Long Thâu được phong là Kình Thiên Đại vương (擎天大王), xây phủ riêng tại kinh đô Hoa Lư, tức vùng đất thuộc tỉnh Ninh Bình ngày nay. Dấu tích phủ cũ Kình Thiên Vương ở cố đô Hoa Lư hiện còn di tích phủ Vườn Thiên.
Tương truyền xưa ông là người cai quản Tháp Tư thiên xây dựng tại Hoa Lư. Tháp đặt gần ghềnh có nhiệm vụ quan sát thiên tượng, dự đoán thời tiết hàng ngày để tâu lên vua. Trong việc quân cơ rất cần biết thời tiết, khí tượng. Các nhà nghiên cứu cho rằng đây chính là tháp đài mà năm 991 Tống Cảo - sứ nhà Tống đã tâu vua Tống rằng: "...ở kinh đô Hoa Lư có một cái tháp nhiều tầng, kết gỗ dựng lên, hình dáng hơi thô lậu, Lê Hoàn có mời bọn hạ thần lên đó xem. Lê Hoàn hỏi: bên thượng quốc có cái tháp này không? Ấy là tháp đo khí hậu. Khí hậu nước này không rét, giữa tháng Chạp vẫn mặc áo đơn, dùng quạt".
Thái tử Long Thâu mất năm 1000, cùng năm mất với thái hậu Dương Vân Nga. Vua Lê Đại Hành chần chừ trong việc lập Thái tử mới, dẫn đến cuộc tranh giành ngôi vua vào năm 1005.

## Phủ Vườn Thiên

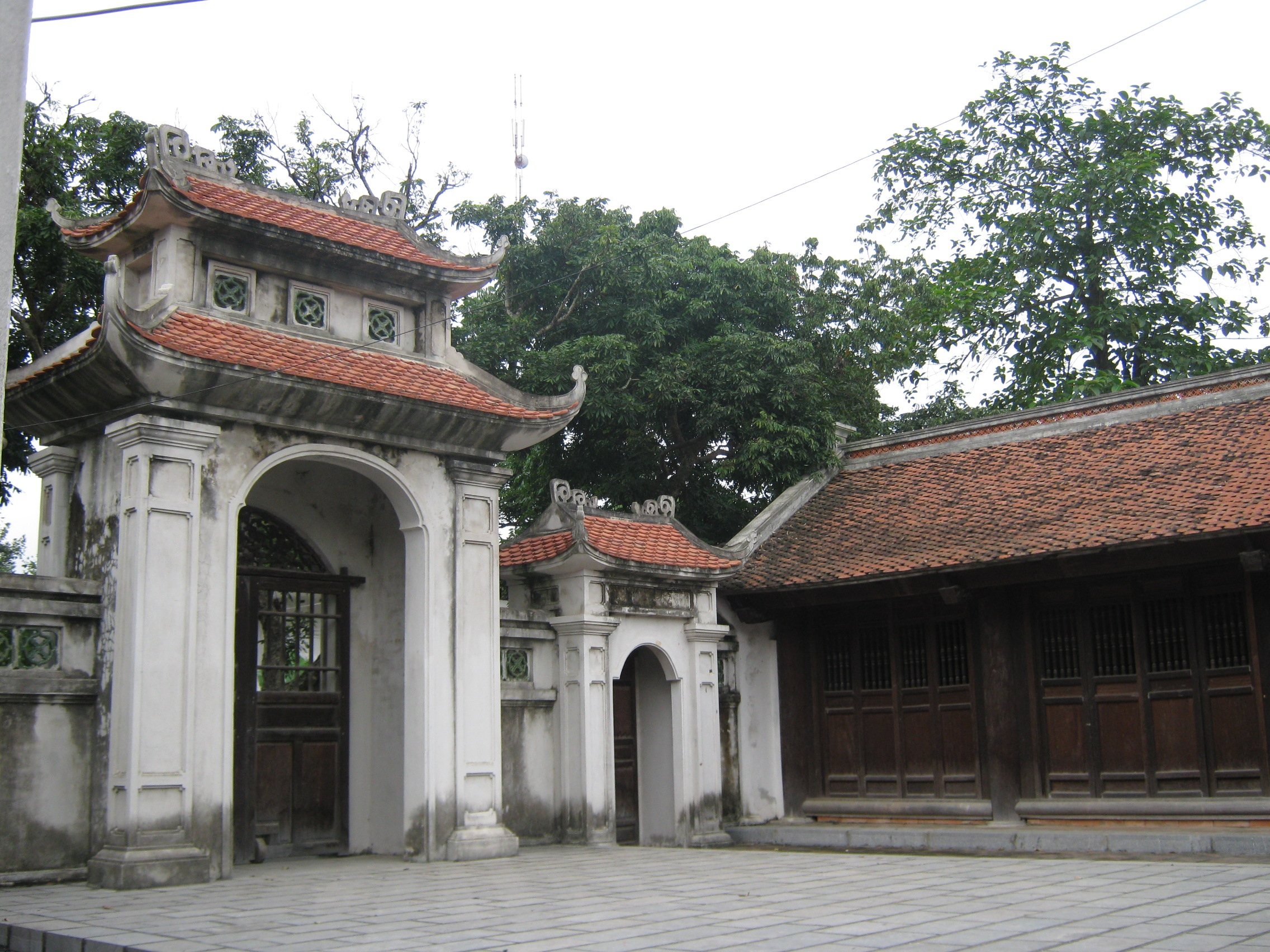
Cổng vào phủ Vườn Thiên ở cố đô Hoa Lư

Phủ Vườn Thiên (còn gọi là đền thờ hoàng tử Lê Long Thâu hay phủ Kình Thiên Vương) là di tích lịch sử văn hóa cấp quốc gia, thuộc vùng bảo vệ đặc biệt của khu di tích cố đô Hoa Lư, tỉnh Ninh Bình.
Phủ Vườn Thiên nằm cách trung tâm khu di tích cố đô Hoa Lư 600m, gần với đền thờ Công chúa Phất Kim (nơi thờ con gái út của vua Đinh Tiên Hoàng). Phủ có kiến trúc y hệt quy mô của một ngôi đền với 3 tòa chầu vào sân giữa.
Ở Hà Nam, quê hương của Lê Hoàn, Hoàng tử Lê Long Thâu cũng được thờ cùng 2 vua Đinh Tiên Hoàng, Lê Đại Hành cùng thái hậu Dương Vân Nga và hoàng tử Lê Long Tích tại di tích đình Yến, xã Thanh Hà, huyện Thanh Liêm.

## Gia đình
- Cha: 
  - Lê Đại Hành
- Anh em: 
  - Lê Long Tích
  - Lê Long Việt
  - Lê Long Đinh
  - Lê Long Đĩnh
  - Lê Long Cân
  - Lê Long Tung
  - Lê Long Tương
  - Lê Long Kính
  - Lê Long Mang
  - Lê Long Đề.